# Tymianka (województwo łódzkie)
Tymianka – wieś w Polsce położona w województwie łódzkim, w powiecie zgierskim, w gminie Stryków. Tymiankę (stan na 31.12.2005) zamieszkuje ok. 200 osób.

## Położenie
Sołectwo Tymianka (Tymianka, Tymianka Mała, Krucice, Lipa) położone jest w centralnej części gminy. Od południowego wschodu sąsiaduje z bezpośrednio od z miastem Stryków. W skład sołectwa wchodzą wsie: Tymianka, Krucice (znajdująca się w północnej części) i Lipa (leży na wschód od centrum sołectwa) oraz przysiółek Tymianka Mała, położona w południowo-zachodniej części sołectwa. Przez ten teren przebiegają drogi relacji Stryków – Koźle i Stryków – Osse, a na południowym wschodzie – linia kolejowa z Łodzi do Łowicza.
Rzeźbę obszaru stanowi w większości równina morenowa płaska przechodząca w równinę sandrową, doliny niewielkich cieków są szerokie i słabo zarysowane w morfologii terenu.

## Historia
Podczas prac archeologicznych przeprowadzonych na terenie sołectwa Tymianka odkryto fragmenty ceramiki pochodzącej z epoki brązu należące do kultury łużyckiej oraz liczne dowody wskazujące na istnienie, na obszarze dzisiejszej wsi, osady już w okresie wczesnego średniowiecza. W późnym średniowieczu funkcjonowała tu osada zaliczana do kultury staropolskiej. Nazwa wsi po raz pierwszy w źródłach pisemnych pojawiła się w 1399 r., jako Tymanka. W XVI w. była własnością szlachty leżącą w parafii strykowskiej, w powiecie brzezińskim i województwie łęczyckim. W XVIII w. właścicielem dóbr Tymianka był Antoni Maliński, który, w 1752 r. sprzedał Stryków i Tymiankę Wawrzyńcowi Czarneckiemu. W czasie, gdy majątek należał posiadania do Czarneckich, centrum dóbr stała się Tymianka, a dobra zwano tymiankowskimi. Niecałe 100 lat później,  spadkobiercy Wawrzyńca Czarneckiego zadłużyli majątek i, w 1835 r. prawa własności przeszły na wierzycieli – rodzinę Matuszewskich.

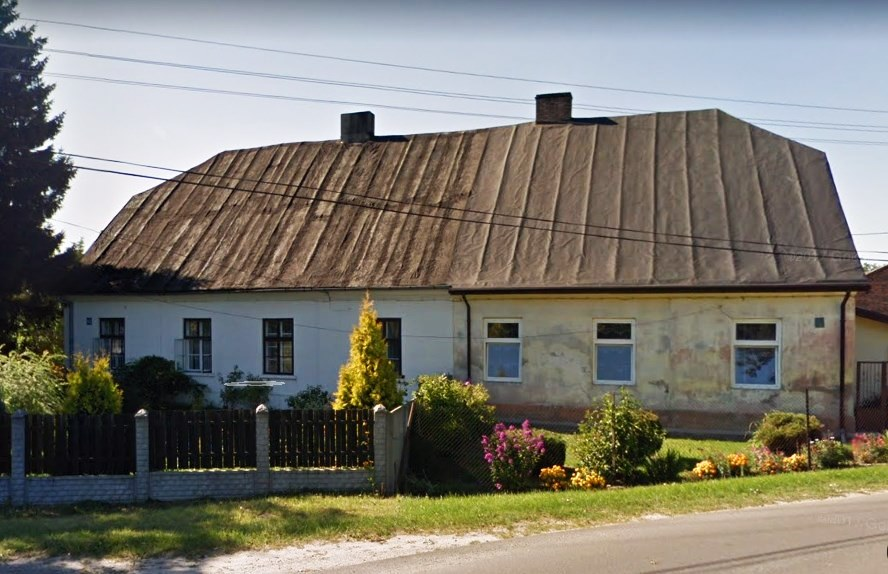
Poniemiecki dom z końca XIX w. Tymianka 62 (k. Strykowa)

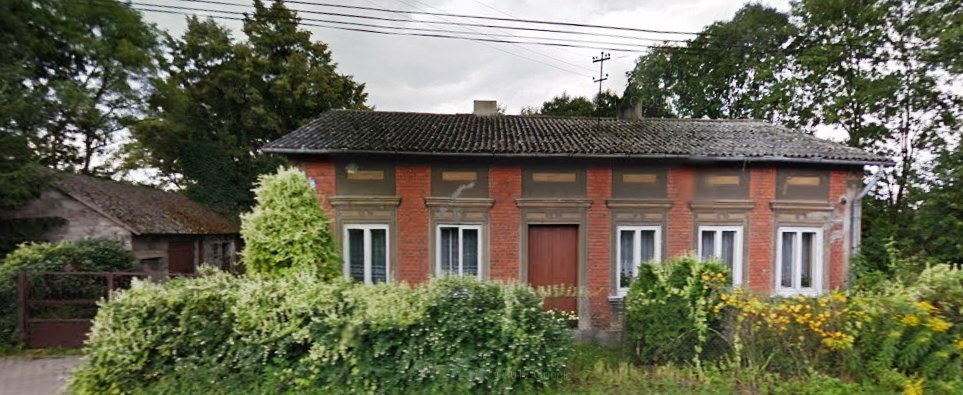
Poniemiecki dom mieszkalny z 1922 r. Tymianka 23 (k. Strykowa)

W XIX w. w Tymiance znajdowały się: folwark i wieś. W 1921 r. Tymianka składała się z 3 części – wsi właściwej i dwóch kolonii. Znajdowało się tam 40 budynków mieszkalnych (364 osoby, w tym 176 kobiet). Zdecydowana większość, bo 186 osób, deklarowała wyznanie ewangelickie, 113 osób – katolickie. Dominowali osadnicy niemieccy – 186 osób, narodowość polską deklarowało 169 osób, zaś żydowską 9. Domy mieszkalne określały zamożność gospodarza – te, w całości zbudowane z cegły, świadczyły o bogatym właścicielu, natomiast budynki łączące cegłę z drewnem należały do mniej zamożnych. Liczne były domy w całości zbudowane z drewna. Po ludności niemieckiej zostały: dom z końca XIX w. (Tymianka 62/63) i budynek mieszkalny z początku XX w. (Tymianka 11) oraz z 1922 r. (Tymianka 23).  
Po zakończeniu II wojny światowej, w 1945 r., domy Niemców, którzy uciekli przez Sowietami, zajęła, w większości, ludność przesiedlona z kresów wschodnich – głównie z Brześcia nad Bugiem. Po wojnie, we wsi, działało tylko 10 gospodarstw rolnych. W latach pięćdziesiątych założono tu Kółko Rolnicze, które, 2 dekady później, weszło w  skład Spółdzielni Kółek Rolniczych Stryków. Funkcjonowała tu Rolnicza Spółdzielnia Produkcyjna zajmująca się hodowlą bydła z przeznaczeniem na mięso, która zajmowała około 300 ha powierzchni. Działalność zakończyła po przemianach ustrojowych, w 1989 r., a dokumentację archiwalną przechowuje Elba w Łodzi przy ul. Zakładowej 147e. W okresie PRL-u była to dość prężnie działająca wieś, o czym świadczy istniejący tam dom kultury, klub sportowy LZS Tymianka i przedszkole.

## Zabudowa
Tymianka, wzdłuż lokalnej drogi wiodącej od strony torów kolejowych w kierunku centrum wsi, układem przestrzennym przypomina ulicówkę. Zabudowa zagrodowa w tej części wsi powstała w różnych latach, przy dużym udziale budynków pochodzących sprzed II wojny światowej. W latach osiemdziesiątych XX w., w centralnej części wsi Tymianka, po prawej stronie drogi, powstało osiedle mieszkaniowe składające się z 23 domów, w większości dwukondygnacyjnych. W zachodniej części Tymianki, przy drodze do Osse, zabudowa zagrodowa występuje niemal wyłącznie po północnej stronie drogi przypominając swym wyglądem rzędówkę. Dominują tam zabudowania sprzed II wojny światowej oraz z lat 1970–1990.  

## Inne
Rzeźbę obszaru stanowi w większości równina morenowa płaska przechodząca w równinę sandrową, doliny niewielkich cieków są szerokie i słabo zarysowane w morfologii terenu.
W Tymiance znajdują się: sklep spożywczo-przemysłowy, przystanek PKS, punkt wymiany butli z gazem, firma produkująca stolarkę okienną z PCV i aluminium, firma importująca stroje karnawałowe i fajerwerki, firma remontowo-budowlana oraz zakład produkujący opakowania z tektury.
Od 1975 r. miejscowość administracyjnie znajduje się w województwie łódzkim.